# Tony Horwitz

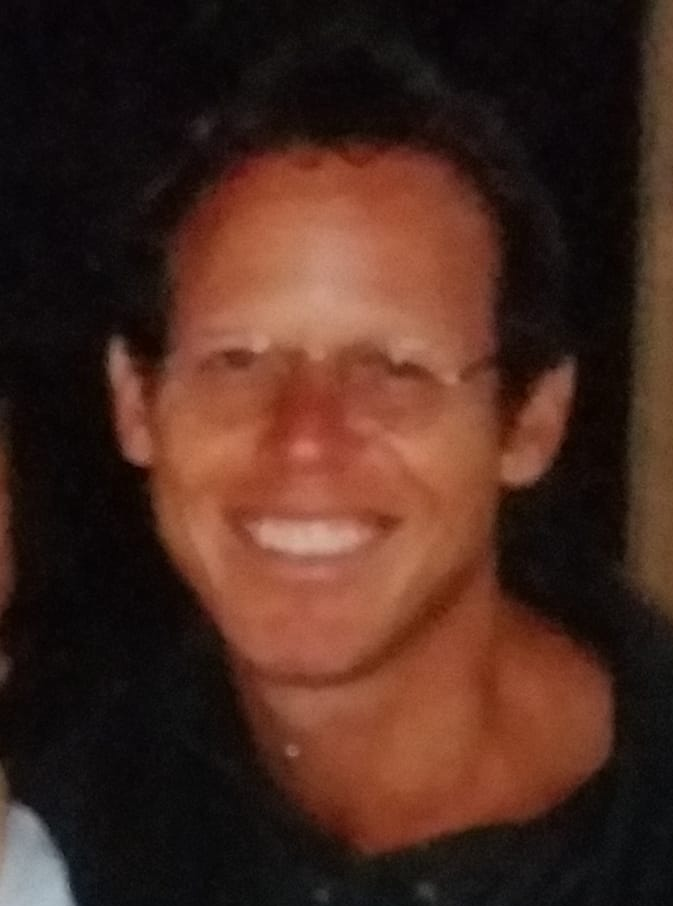
Tony Horwitz bei einer Signierstunde (2003)

Tony Horwitz (* 9. Juni 1958 in Washington, D.C.; † 27. Mai 2019 ebenda) war ein US-amerikanischer Journalist und Autor von Sachbüchern.

## Werdegang
Horwitz war Absolvent der Brown University und der Graduate School of Journalism der Columbia University. Er war unter anderem für das Wall Street Journal Auslandskorrespondent in Indien, Australien, Europa, Afrika und dem Mittleren Osten. Nach seiner Rückkehr in die Vereinigten Staaten bekam er 1995 den Pulitzer-Preis für Berichterstattung im Inland und arbeitete als angestellter Journalist für den New Yorker, bevor er sich als Autor selbständig machte.
Als Autor bekannt wurde Horwitz durch Reiseliteratur. Sein erstes Buch, Australiens Outback: Per Autostop durchs Landesinnere, erzählt von seiner Reise durch das Outback, die er unternommen hatte, als er seiner Frau Geraldine Brooks in deren Heimat Australien gefolgt war. Als Brooks 1987 eine Stelle als Auslandskorrespondentin in Kairo annahm, entstand Horwitz’ zweites Buch, Baghdad Without a Map, das von seinen Erlebnissen im Mittleren Osten erzählt. Nach dem Umzug zurück in die USA nach Virginia 1993 beschreibt Horwitz in Confederates in the Attic seine Reise durch die Südstaaten und seine Eindrücke über die Nachwirkungen des Sezessionskriegs auf das heutige Amerika. Für Cook: Die Entdeckung eines Entdeckers folgte er den Reiserouten von James Cook und stellt den Berichten Cooks die heutigen Begebenheiten gegenüber. In Es war nicht Kolumbus: Die wahren Entdecker der Neuen Welt bereitet er die Entdeckung des amerikanischen Kontinents vor den Pilgervätern auf und folgt den Wegen der Wikinger nach L’Anse aux Meadows und der spanischen Konquistadoren durch das Gebiet der heutigen USA.
Horwitz lebte mit seiner Frau und zwei gemeinsamen Söhnen in Martha’s Vineyard in Massachusetts.

## Werke
- One for the road – a hitchhikers outback. Harper & Row, Sydney u. a. 1987. Auf Deutsch als:

Australiens Outback: Per Autostop durchs Landesinnere. Übersetzt von Julia Edenhofer, Frederking und Thaler  München 1991, ISBN 3-89405-060-8.
- Baghdad Without a Map: And Other Misadventures in Arabia. Penguin Books, 1991, ISBN 0-525-24960-5.
- Confederates in the Attic: Dispatches from the Unfinished Civil War. Pantheon, 1998, ISBN 0-679-43978-1.
- Cook: Die Entdeckung eines Entdeckers. Mareverlag, Hamburg 2004, ISBN 3-936384-89-4.
- Es war nicht Kolumbus: Die wahren Entdecker der Neuen Welt. Mareverlag, 2008, ISBN 978-3-86648-093-3.
- Spying on the South. An Odyssey across the American Divide. Penguin, New York 2019.